# Âm nhạc trong Genshin Impact
Âm nhạc trong Genshin Impact là một tuyển tập gồm nhiều album nhạc gốc, toàn bộ đều được sáng tác bởi Tổ chế tác âm nhạc HOYO-MiX dành riêng cho trò chơi Genshin Impact.

## Nhạc nền Chương Mondstadt
Vào năm 2019, công ty phát triển trò chơi điện tử miHoYo đã mời nhà soạn nhạc và nhà sản xuất âm nhạc Trần Vũ Bằng (陈宇鹏), hay còn được gọi là Trần Trí Dật (陈致逸), để biên soạn nhạc nền cho tựa game Genshin Impact cùng với Tổ chế tác âm nhạc HOYO-MiX. Đây là dự án trò chơi điện tử lớn đầu tiên của ông, và ông mô tả dự án này như "một thử thách đầy khó khăn". Trò chơi có môi trường thế giới mở với nhiều khu vực khác nhau, các thiết kế hình ảnh được lấy cảm hứng từ các nền văn hóa khác nhau trên thế giới. Khi soạn nhạc cho các khu vực trong trò chơi, ông đã dùng phong cách kết hợp giữa âm nhạc dân gian truyền thống và các kỹ thuật hòa âm phối khí theo phong cách phương Tây. Trước khi phát hành chính thức, trò chơi chỉ có hai trong tổng số bảy quốc gia dự kiến (Mondstadt và Liyue). Phong cảnh đồng bằng yên bình, kiến trúc và văn hóa châu Âu thời Trung cổ đã truyền cảm hứng cho thiết kế của Mondstadt.  Khi soạn nhạc cho Mondstadt, ông Trần đã lấy cảm hứng từ trường phái âm nhạc ấn tượng và sử dụng các nhạc cụ như đàn piano, sáo kim loại và đàn lute cổ. Trong việc biên soạn cho nhạc chiến đấu (battle theme), ông đã áp dụng nhiều kỹ thuật soạn nhạc như đa âm (polyphony) và lấy các yếu tố lược phổ nhạc từ các nhà soạn nhạc nổi tiếng như Ludwig van Beethoven.
Nhạc nền Mondstadt được biểu diễn bởi Dàn nhạc Giao hưởng London với Robert Ziegler làm nhạc trưởng, Nick Wollage và Laurence Anslow đảm nhiệm vai trò kỹ sư âm thanh. HOYO-MiX đã hợp tác với Công ty âm nhạc Lê Thần (擂闪音乐事务所), và đã bắt đầu làm quen trước buổi thu âm vài tháng. Các phiên thu âm được tổ chức từ ngày 16 đến 18 tháng 9 năm 2019 tại AiR Studios. Trương Lỗi (张磊) - người sáng lập công ty Lê Thần cùng với Trần Vũ Bằng (陈宇鹏) và giám đốc HOYO-MiX Thái Cận Hàm (蔡近翰), đã tham gia buổi thu âm tại London.Tại AiR Studios, Trần Vũ Bằng đã chỉ đạo việc trình diễn "Genshin Impact Main Theme".
Điều ấn tượng nhất đối với tôi khi phối nhạc đó là Vũ Bằng đã thể hiện được tài năng khi sáng tác những bản nhạc có độ khó cao. Khi bạn ở ngoài và không quá chú tâm, thì đó chỉ là bản nhạc tưởng chừng rất đơn giản nhưng thực chất lại không phải vậy. Các nghệ sĩ khi diễn tấu những khúc nhạc này đã phát huy một trình độ rất cao bởi vì đó là sự diễn tấu phi thường. Nó thực sự rất khó khăn và chúng tôi còn có cả áp lực về thời gian. Họ đã phải đặt hết tâm trí vào đó, mới có thể mang đến một buổi biểu diễn xuất sắc như vậy.— Nick Wollage, Giai Điệu Của Lữ Khách - Hậu Trường Âm Nhạc Trong Genshin Impact

Album nhạc nền đầu tiên được sản xuất cho Genshin Impact là The Wind and The Star Traveler (风与异乡人, Phong mục ca chi thành), phát hành vào ngày 19 tháng 6 năm 2020. Tất cả 15 bài hát trong album đều do Trần Vũ Bằng sáng tác. Album nhạc nền thứ hai - City of Winds and Idylls (风与牧歌之城) được dành riêng cho Chương Mondstadt để kỷ niệm ngày ra mắt Genshin Impact.  Album được phát hành trên các nền tảng kỹ thuật số vào ngày 28 tháng 9 năm 2020, và chính thức được công bố trên kênh YouTube của Genshin Impact vào ngày 2 tháng 11 năm 2020. Hai ca khúc "Whirl of Boreal Wind" and "Symphony of Boreal Wind" được trình diễn bởi Dàn nhạc Giao hưởng Thượng Hải.
Vortex of Legends (漩涡、落星与冰山) - album nhạc nền thứ 5 của Genshin Impact, được phát hành vào ngày 2 tháng 4 năm 2021. Album này bao gồm tổng cộng 17 ca khúc do Trần Vũ Bằng thuộc HOYO-MiX sáng tác, mỗi ca khúc là một tác phẩm dành cho khu vực Long Tích Tuyết Sơn. Danh sách các ca khúc lần đầu được công bố vào ngày 31 tháng 3 năm 2021 trên các nền tảng tại Trung Quốc.  Nhạc nền được thu âm bởi International Master Philharmonic Orchestra (IMPO) tại Phòng thu âm Kim Điền (金田录音棚). 
| Đĩa 1: City of Wind and Idylls | Đĩa 1: City of Wind and Idylls                  | Đĩa 1: City of Wind and Idylls | Đĩa 1: City of Wind and Idylls |
| STT                            | Nhan đề                                         | Tựa đề tiếng Trung             | Thời lượng                     |
| ------------------------------ | ----------------------------------------------- | ------------------------------ | ------------------------------ |
| 1.                             | "Twilight Serenity (Genshin Impact Main Theme)" | "宁静的黄昏"                   | 1:41                           |
| 2.                             | "Legend of the Wind "                           | "风的传说"                     | 1:26                           |
| 3.                             | "The City Favored by Wind "                     | "风所爱之城"                   | 1:03                           |
| 4.                             | "Bustling Afternoon in Mondstadt "              | "蒙德城繁忙的午后"             | 1:48                           |
| 5.                             | "Dusk in Mondstad "                             | "蒙德的黄昏"                   | 1:48                           |
| 6.                             | "Mondstadt Starlit "                            | "星光下的蒙德"                 | 1:00                           |
| 7.                             | "Moonlight in Mondstadt "                       | "蒙德的月光"                   | 0:49                           |
| 8.                             | "Another Day in Mondstadt "                     | "蒙德的又一日"                 | 0:52                           |
| 9.                             | "Windborne Hymn "                               | "风带来的圣歌"                 | 1:48                           |
| 10.                            | "Knights of Favonius "                          | "西风骑士团"                   | 1:15                           |
| 11.                            | "Angel's Share "                                | "天使的馈赠"                   | 1:53                           |
| 12.                            | "Silhouette and Silk Steps"                     | "剪影与蹑步"                   | 1:31                           |
| 13.                            | "Perilous Path"                                 | "危险的小径"                   | 2:19                           |
| 14.                            | "Say My Name"                                   | "直面"                         | 1:51                           |
| 15.                            | "Welp, Didn't Expect That"                      | "呃，这可没想到..."            | 1:22                           |
| 16.                            | "An Interesting Labour"                         | "有趣的挑战"                   | 1:26                           |
| 17.                            | "Make Haste, Partner"                           | "速度加快"                     | 1:28                           |
| 18.                            | "A Happy Day "                                  | "开心的一天"                   | 0:28                           |
| 19.                            | "Reunion in the Whispering Woods"               | "低语森林的重逢"               | 0:37                           |
| 20.                            | "Startled"                                      | "震惊"                         | 0:29                           |
| 21.                            | "Meeting Amber"                                 | "初遇安柏"                     | 0:13                           |
| 22.                            | "Storm Befalls"                                 | "风暴降临"                     | 1:05                           |
| 23.                            | "Slight Distress"                               | "淡淡的不安"                   | 2:21                           |
| 24.                            | "Tender Strength "                              | "同伴的力量"                   | 1:22                           |
| 25.                            | "Imminent Triumph"                              | "将至的凯歌"                   | 1:00                           |
| Tổng thời lượng:               | Tổng thời lượng:                                | Tổng thời lượng:               | 33:55                          |

| Đĩa 2: The Horizon of Dandelion | Đĩa 2: The Horizon of Dandelion                       | Đĩa 2: The Horizon of Dandelion | Đĩa 2: The Horizon of Dandelion |
| STT                             | Nhan đề                                               | Tựa đề tiếng Trung              | Thời lượng                      |
| ------------------------------- | ----------------------------------------------------- | ------------------------------- | ------------------------------- |
| 1.                              | "Beckoning (Genshin Impact Main Theme Var.)"          | "情不自禁"                      | 1:42                            |
| 2.                              | "Hence, Begins the Journey "                          | "旅途的开始"                    | 1:14                            |
| 3.                              | "Dawn Winery Theme "                                  | "晨曦酒庄"                      | 1:07                            |
| 4.                              | "Before Dawn, at the Winery "                         | "破晓前的流光"                  | 1:09                            |
| 5.                              | "A Familiar Sight and Leisure"                        | "见惯的风景"                    | 1:07                            |
| 6.                              | "Cold Night"                                          | "饰金的夜色"                    | 1:07                            |
| 7.                              | "Whispering Plain "                                   | "平原的低语"                    | 1:10                            |
| 8.                              | "Statue of The Seven"                                 | "七天神像"                      | 1:24                            |
| 9.                              | "Acquaintance (Statue of The Seven)"                  | "命运的初识"                    | 0:21                            |
| 10.                             | "Stealing Words of the Moon"                          | "月亮处盗来的歌"                | 1:24                            |
| 11.                             | "Wayfarer's Peace"                                    | "旅人的暂歇"                    | 1:28                            |
| 12.                             | "Wind-Washed Mountains"                               | "风洗的群山"                    | 0:41                            |
| 13.                             | "Wayward Souls"                                       | "不散的魂灵"                    | 1:05                            |
| 14.                             | "Reminiscence (Genshin Impact Main Theme Var.)"       | "追忆"                          | 1:35                            |
| 15.                             | "Restless Blazing Sun"                                | "烈日之残响"                    | 1:35                            |
| 16.                             | "Remembrance (Genshin Impact Main Theme Var.)"        | "一段回忆"                      | 1:22                            |
| 17.                             | "The Horizon"                                         | "地平"                          | 1:12                            |
| 18.                             | "Awaiting for the Future"                             | "静候未来"                      | 1:25                            |
| 19.                             | "Moonlit Wilderness"                                  | "月照的荒野"                    | 1:16                            |
| 20.                             | "A New Day with Hope "                                | "希望的新一天"                  | 1:43                            |
| 21.                             | "Journey of Hope (Genshin Impact Main Theme Var.) "   | "希望之旅"                      | 1:21                            |
| 22.                             | "Forlorn Child of Archaic Winds (Dvalin's Nest)"      | "万古之风的弃儿"                | 3:19                            |
| 23.                             | "Forsaken Child of Ancient Times (Dvalin's Nest)"     | "太古时光的遗孤"                | 2:55                            |
| 24.                             | "Midday Prospects"                                    | "午日的眺望"                    | 1:38                            |
| 25.                             | "Dwelling in the Past"                                | "久住往昔"                      | 1:41                            |
| 26.                             | "Eternal Anamnesis (Genshin Impact Main Theme Var.) " | "永恒的回忆"                    | 1:59                            |
| Tổng thời lượng:                | Tổng thời lượng:                                      | Tổng thời lượng:                | 38:58                           |

| Đĩa 3: Saga of the West Wind | Đĩa 3: Saga of the West Wind | Đĩa 3: Saga of the West Wind | Đĩa 3: Saga of the West Wind |
| STT                          | Nhan đề                      | Tựa đề tiếng Trung           | Thời lượng                   |
| ---------------------------- | ---------------------------- | ---------------------------- | ---------------------------- |
| 1.                           | "Photon of Fluctuation"      | "光辉的涨落"                 | 3:14                         |
| 2.                           | "His Resolution"             | "解决之道"                   | 4:43                         |
| 3.                           | "Rhythm from Ancient Times"  | "亘古的韵律"                 | 3:40                         |
| 4.                           | "Endless Echoes"             | "无尽的回响"                 | 4:12                         |
| 5.                           | "Charge! Fearless Warriors"  | "冲啊！无畏的勇士"           | 3:58                         |
| 6.                           | "Beats of Water Drops"       | "水滴的节拍"                 | 4:03                         |
| 7.                           | "Magic Intrigues"            | "魔导的深秘"                 | 3:50                         |
| 8.                           | "Against All Odds"           | "无数的逆境"                 | 5:21                         |
| 9.                           | "Perpetual Motion of Wind"   | "不休的风航"                 | 3:32                         |
| 10.                          | "Riders of the Wind, Onward" | "乘风前行"                   | 3:06                         |
| 11.                          | "Whirl of Boreal Wind"       | "冰风回荡"                   | 3:11                         |
| 12.                          | "Symphony of Boreal Wind"    | "冰封交响曲"                 | 4:51                         |
| Tổng thời lượng:             | Tổng thời lượng:             | Tổng thời lượng:             | 48:10                        |

## Nhạc nền Chương Liyue
Trước đó nơi làm việc với Dàn nhạc Giao hưởng Luân Đôn là tại giáo đường
,vì vậy có cảm giác rất trang trọng và nghiêm túc. Lần này, chúng tôi đã chọn Phòng Hòa nhạc Giao Hưởng Thượng Hải làm địa điểm thu âm, đây chính là nơi mà Đoàn nhạc Giao hưởng Thượng Hải thường biểu diễn. Có thể thấy, các nhạc công và nhạc trưởng đều vô cùng thành thục và thoải mái. Các nhạc công Trung Quốc diễn tấu âm nhạc Trung Quốc có cách xử lý cảm xúc vô cùng tự nhiên và tinh tế, và cũng có lúc cảm xúc của họ dâng trào. Đây chính là điểm mà tôi thích nhất.

之前与伦敦爱乐乐团合作的地点是在教堂里面，因此感觉很庄严很庄重。这一次的录音地点我们选择在上海交响乐团的音乐厅。这是上海交响乐团乐手经常演出的地方。看得出上交的乐手和指挥的状态都非常的熟练和松弛。中国乐手演奏中国音乐感觉情感处理很自然很细腻，而且他们有时候会很奔放。这是我觉得特别喜欢的地方。— Trần Vũ Bằng, "Giai Điệu Của Lữ Khách" - Hậu Trường Âm Nhạc Liyue Trong Genshin Impact

Với Liyue, khu vực được lấy cảm hứng từ cảnh quan phương Đông, Trần Vũ Bằng sử dụng các yếu tố của âm nhạc dân gian Trung Quốc - như nhạc cụ truyền thống, thang ngũ âm và giai điệu cổ điển - để cùng kết hợp với phong cách lãng mạn của phương Tây. Nhạc nền Liyue được trình diễn bởi  Đoàn nhạc Giao hưởng Thượng Hải (上海交响乐团) tại Phòng Hòa nhạc Giao hưởng Thượng Hải (上海交响乐团音乐厅), dưới sự chỉ huy của Trương Khiết Mẫn (张洁敏).An Đống (安栋) - một trong cố vấn của Trần Vũ Bằng từ Học viện Âm nhạc Thượng Hải, giám sát âm nhạc trong quá trình ghi âm. Lục Tiểu Hạnh (陆晓幸), người từng đoạt giải Grammy lần thứ 44 cùng với nhạc nền phim Crouching Tiger, Hidden Dragon (2000),  đảm nhiệm vai trò giám đốc thu âm. Việc thu âm nhạc nền Liyue kéo dài trong năm ngày.
Jade Moon Upon a Sea of Clouds (皎月云间之梦),là album nhạc nền thứ ba được được sáng tác dành riêng cho Chương Liyue. Album này bao gồm tổng cộng 69 ca khúc, tất cả đều do Trần Vũ Bằng sáng tác. Ca khúc "Liyue" được biểu diễn bởi Dàn nhạc Giao hưởng London.
Album tiếp theo cho Chương Liyue - Millelith's Watch (千岩旷望) phát hành ngày 22 tháng 6 năm 2022. Album này gồm 40 ca khúc dành riêng cho khu vực Vực Đá Sâu, toàn bộ được sáng tác bởi Trần Vũ Bằng, Viên Đệ Mông (苑迪萌), Đinh Khiêm (丁谦), Tưởng Dị Quân (姜以君) và Triệu Tấn (赵鑫). Danh sách ca khúc được công bố vào ngày 19 tháng 6 (trước khi phát hành)  Album có sự góp mặt của nghệ sĩ Lý Hải Đạo (李海涛).
| Đĩa 1: Glazed Moon Over the Tides | Đĩa 1: Glazed Moon Over the Tides          | Đĩa 1: Glazed Moon Over the Tides | Đĩa 1: Glazed Moon Over the Tides |
| STT                               | Nhan đề                                    | Tựa đề tiếng Trung                | Thời lượng                        |
| --------------------------------- | ------------------------------------------ | --------------------------------- | --------------------------------- |
| 1.                                | "Liyue"                                    | "璃月"                            | 4:36                              |
| 2.                                | "Moon in One's Cup "                       | "杯中明月"                        | 1:57                              |
| 3.                                | "Relaxation in Liyue"                      | "商港的闲暇"                      | 1:07                              |
| 4.                                | "Maiden's Longing "                        | "环佩凭栏望千帆"                  | 1:18                              |
| 5.                                | "Sun Rises in Liyue "                      | "璃月的日出"                      | 1:42                              |
| 6.                                | "Good Night, Liyue "                       | "晚安，璃月"                      | 1:28                              |
| 7.                                | "Call It a Day in Liyue "                  | "璃月的一日将尽"                  | 1:35                              |
| 8.                                | "Clear Sky Over Liyue "                    | "璃月的晴空"                      | 1:22                              |
| 9.                                | "A Transparent Moon (Liuli Pavilion)"      | "晶莹可掇 (琉璃亭)"               | 0:58                              |
| 10.                               | "Treasury From the Northland"              | "北国的宝库"                      | 1:17                              |
| 11.                               | "Cozy Leisure Time (Wangshu Daytime) "     | "品茗尝清心 (望舒昼间)"           | 1:29                              |
| 12.                               | "Sojourner's Sweet Dream (Wangshu Night) " | "美梦抚归人 (望舒夜间)"           | 1:36                              |
| 13.                               | "Winding River "                           | "逶迤绿水长"                      | 1:03                              |
| 14.                               | "Mild Waves "                              | "轻波微荡"                        | 1:43                              |
| 15.                               | "Rhythm Amidst the Reeds "                 | "钓客漫歌"                        | 1:00                              |
| 16.                               | "Flows of Jade-Like Water "                | "源流汇响"                        | 0:56                              |
| 17.                               | "Blossoms Across the Valley"               | "幽谷多芳草"                      | 1:08                              |
| 18.                               | "Flow of Mildness "                        | "多情东逝"                        | 1:19                              |
| 19.                               | "Stroll in the Shadows"                    | "山阴漫步"                        | 1:24                              |
| 20.                               | "Melodious Flute"                          | "古道笛声"                        | 0:45                              |
| 21.                               | "Gentle Rain"                              | "清昼细雨"                        | 0:59                              |
| 22.                               | "Vague Whispers "                          | "竹林的轻语"                      | 1:04                              |
| 23.                               | "Legends Swept Away "                      | "不复回的传说"                    | 0:54                              |
| 24.                               | "Joy of Returning"                         | "归客的轻歌"                      | 1:12                              |
| 25.                               | "Loner's Departure"                        | "离原之草"                        | 1:24                              |
| 26.                               | "Foxes at Play"                            | "原上狐鸣"                        | 1:32                              |
| 27.                               | "Plain of Nostalgia "                      | "怀乡的原野"                      | 1:19                              |
| 28.                               | "Another Hopeful Tomorrow"                 | "希望的明日"                      | 1:25                              |
| 29.                               | "This Little Light of Mine"                | "小小的光"                        | 1:35                              |
| 30.                               | "Legend of Redemption"                     | "宽怀的传说"                      | 1:41                              |
| 31.                               | "Hazy Light"                               | "暧暧含光"                        | 2:24                              |
| 32.                               | "Scattered Amongst the Tides"              | "潮汐浮梦"                        | 1:35                              |
| 33.                               | "Rhythms From the Conch "                  | "随海风而来"                      | 1:38                              |
| Tổng thời lượng:                  | Tổng thời lượng:                           | Tổng thời lượng:                  | 47:41                             |

| Disc 2: Shimmering Sea of Clouds and Moonlight | Disc 2: Shimmering Sea of Clouds and Moonlight | Disc 2: Shimmering Sea of Clouds and Moonlight | Disc 2: Shimmering Sea of Clouds and Moonlight |
| STT                                            | Nhan đề                                        | Tựa đề tiếng Trung                             | Thời lượng                                     |
| ---------------------------------------------- | ---------------------------------------------- | ---------------------------------------------- | ---------------------------------------------- |
| 1.                                             | "Peaceful Hike (Qingce Daytime) "              | "山风拂萝衣 (轻策昼间)"                        | 2:11                                           |
| 2.                                             | "The Fading Stories (Qingce Night) "           | "不再年轻的村庄 (轻策夜间)"                    | 2:09                                           |
| 3.                                             | "Wandering Flight"                             | "倦飞之鸟"                                     | 1:25                                           |
| 4.                                             | "Faint Tracks"                                 | "追寻仙迹"                                     | 1:12                                           |
| 5.                                             | "Idle Away From Mountains"                     | "无心出岫"                                     | 1:14                                           |
| 6.                                             | "Humming Amidst Rocks"                         | "峭岩作歌"                                     | 1:39                                           |
| 7.                                             | "Above the Sea of Clouds "                     | "云海之上"                                     | 0:57                                           |
| 8.                                             | "Adeptus' Retirement"                          | "偷闲浮生"                                     | 0:58                                           |
| 9.                                             | "A Casual Visit"                               | "亭台闲坐"                                     | 1:09                                           |
| 10.                                            | "A Serendipitous Encounter"                    | "偶遇归人"                                     | 1:09                                           |
| 11.                                            | "Freedom of Crane"                             | "白鹤之飞"                                     | 1:22                                           |
| 12.                                            | "Rays of Sunlight "                            | "天霁日出"                                     | 1:20                                           |
| 13.                                            | "Rainbow at Summit "                           | "虹霞垂天"                                     | 1:20                                           |
| 14.                                            | "Spring in Clouds"                             | "清泉入云海"                                   | 1:51                                           |
| 15.                                            | "Adeptus' Solace"                              | "仙家独酌"                                     | 1:47                                           |
| 16.                                            | "The Absence of Adepti"                        | "洞府徘徊"                                     | 1:02                                           |
| 17.                                            | "Emerging Clouds"                              | "风静云起"                                     | 1:13                                           |
| 18.                                            | "Drink With a Hermit"                          | "岩间对饮"                                     | 1:15                                           |
| 19.                                            | "Moss Covered Path"                            | "山路青苔"                                     | 1:04                                           |
| 20.                                            | "Bird Call From Afar"                          | "云间孤鸿"                                     | 0:52                                           |
| 21.                                            | "Red Leaf on the Chessboard "                  | "仙人的棋局"                                   | 1:02                                           |
| 22.                                            | "Secluded Sanctuary"                           | "幽涧泠泠"                                     | 1:33                                           |
| 23.                                            | "Flickering Petals"                            | "浮影掠光映百合"                               | 1:24                                           |
| 24.                                            | "Swinging in the Breeze"                       | "青云流风饰霓裳"                               | 1:24                                           |
| 25.                                            | "Solitude Mountains"                           | "孑立的群岩"                                   | 1:09                                           |
| 26.                                            | "Distant Resonance"                            | "悠远的鸟鸣"                                   | 1:14                                           |
| 27.                                            | "Foregone Giants"                              | "悠古的脚步"                                   | 1:14                                           |
| 28.                                            | "Linger in the Valley"                         | "山间回望"                                     | 1:06                                           |
| 29.                                            | "Slumbering Lore "                             | "沉睡的往昔"                                   | 1:48                                           |
| 30.                                            | "Silent Ruins"                                 | "黯然的城塞"                                   | 1:02                                           |
| 31.                                            | "Lone Drifter"                                 | "孤独的漫行者"                                 | 1:34                                           |
| 32.                                            | "Lost Expectation "                            | "失落的愿景"                                   | 1:34                                           |
| 33.                                            | "The Realm Within "                            | "壶中洞天"                                     | 3:13                                           |
| Tổng thời lượng:                               | Tổng thời lượng:                               | Tổng thời lượng:                               | 46:26                                          |

| Đĩa 3: Battles of Liyue | Đĩa 3: Battles of Liyue | Đĩa 3: Battles of Liyue | Đĩa 3: Battles of Liyue |
| STT                     | Nhan đề                 | Tựa đề tiếng Trung      | Thời lượng              |
| ----------------------- | ----------------------- | ----------------------- | ----------------------- |
| 1.                      | "Rapid as Wildfires"    | "疾如猛火"              | 4:19                    |
| 2.                      | "Chasing the Torrents"  | "激流逐浪"              | 3:54                    |
| 3.                      | "Gallant Challenge"     | "鲜衣游侠"              | 3:42                    |
| Tổng thời lượng:        | Tổng thời lượng:        | Tổng thời lượng:        | 11:55                   |

## Nhạc nền Chương Inazuma
Tương tự như khu vực Liyue, nhạc nền Inazuma cũng kết hợp giữa các yếu tố âm nhạc dân gian truyền thống với phong cách phương Tây. Hầu hết các bản nhạc đều lấy cảm hứng từ các giai điệu cổ điển Nhật Bản. Ví dụ như ca khúc "Sakura Sakura" được chuyển thể thành ca khúc chủ đề cho Lôi Thần. Sau khi nhận thấy sự yêu mến của người chơi đối với nhạc nền chiến đấu (battle theme), Trần Vũ Bằng đã quyết định sáng tác bốn bản nhạc chiến đấu cho Inazuma, thay vì chỉ ba bản như ở Mondstadt và Liyue.
Ông  đã áp dụng phong cách của âm nhạc điện tử hiện đại trong quá trình sáng tác. Nhạc nền Inazuma được biểu diễn bởi Dàn nhạc Giao hưởng Tokyo, dưới sự chỉ huy của nhạc trưởng Hirofumi Kurita (栗田 博文) và giám đốc thu âm Sachiko Miyano (宮野 幸子) từ công ty SHANGRI-LA Inc. Quá trình thu âm diễn ra tại nhiều phòng thu ở Trung Quốc và Nhật Bản, trong khi việc chỉnh sửa âm thanh được thực hiện bởi các kỹ sư âm nhạc Simon Rhodes và Simon Gibson của Abbey Road Studios tại London. Quá trình thu âm kéo dài khoảng một tháng rưỡi, và tổng cộng bốn tháng cho toàn bộ sản xuất.
Vì lần này là bản nhạc mang âm hưởng Nhật Bản do nhạc sĩ người Trung Quốc Trần Vũ Bằng viết, nên tôi cảm thấy đó là điều mà người Nhật bình thường không ngờ đến. Giai điệu âm hưởng Nhật Bản vừa giống lại vừa không giống Nhật Bản, mang mỹ cảm vượt thời gian và không gian, khiến người ta cảm thấy rất tuyệt.

因为这次是陈老师这样一位中国人写的日本风的曲子。所以我觉得反而是平时日本人想不太到的。日本风的旋律像日本又不太日本，有种跨越时空的美感。反倒让人觉得非常棒。— Sachiko Miyano, "Nỗi Lòng Người Lữ Khách - Hậu Trường Âm Nhạc Inazuma Của Genshin Impact

Realm of Tranquil Eternity (寂远无妄之国; Viễn tịch vô mộng chi quốc - Vùng đất an yên không mộng tưởng) - album nhạc nền thứ bảy được sáng tác và dành riêng cho chương Inazuma được phát hành vào ngày 22 tháng 9 năm 2021. Trước đó, danh sách các bản nhạc của album được công bố chính thức vào ngày 17 tháng 9. Album này bao gồm 62 bản nhạc, tất cả được sáng tác và chỉnh sửa bởi Trần Vũ Bằng.
Album nhạc nền thứ hai dành riêng cho chương Inazuma - Islands of the Lost and Forgotten (佚落迁忘之岛) và là album thứ mười được phát hành cho Genshin Impact, được phát hành vào ngày 13 tháng 4 năm 2022.  Danh sách các ca khúc của album được công bố lần đầu tiên vào ngày 7 tháng 4. Album này bao gồm tổng cộng 60 bản nhạc cho khu vực đảo Watatsumi, đảo Seirai, đảo Tsurumi và khu vực Enkanomiya; các ca khúc được sáng tác bởi Trần Vũ Bằng, Viên Đệ Mông, Đinh Khiêm, Giảng Dĩ Quân và Triệu Tấn, là kết quả của sự hợp tác giữa HOYO-MiX và Sony Music Entertainment Japan.
| Đĩa 1: Sakura and Violet Thunder | Đĩa 1: Sakura and Violet Thunder | Đĩa 1: Sakura and Violet Thunder | Đĩa 1: Sakura and Violet Thunder |
| STT                              | Nhan đề                          | Tựa đề tiếng Trung               | Thời lượng                       |
| -------------------------------- | -------------------------------- | -------------------------------- | -------------------------------- |
| 1.                               | "Inazuma"                        | "稻妻"                           | 5:29                             |
| 2.                               | "Fall of Maples"                 | "叶落荒波"                       | 1:56                             |
| 3.                               | "Separated Dream"                | "羁留之客"                       | 1:40                             |
| 4.                               | "Streets of Elegance "           | "风雅之里"                       | 1:57                             |
| 5.                               | "Lingering Blossom"              | "永远的花火"                     | 1:09                             |
| 6.                               | "The Land of Her Serenity "      | "静谧的国土"                     | 1:35                             |
| 7.                               | "In the Strange Realm of Sakura" | "异乡之樱"                       | 1:29                             |
| 8.                               | "Blue Dream"                     | "恒静之梦"                       | 1:22                             |
| 9.                               | "Dream of Scattered Petals"      | "华散之梦"                       | 2:00                             |
| 10.                              | "Thoughts of Lightning"          | "鸣神的思虑"                     | 1:54                             |
| 11.                              | "The Mysterious Islands "        | "神秘之岛"                       | 1:23                             |
| 12.                              | "Sakura-Scented Kiseru"          | "余温尚存"                       | 1:28                             |
| 13.                              | "Her Legacy"                     | "未曾失落的回忆"                 | 1:11                             |
| 14.                              | "Everlasting Devotion "          | "绵延的守护"                     | 1:27                             |
| 15.                              | "Kitsune's Mask "                | "悠远的关怀"                     | 1:39                             |
| 16.                              | "Hanachirusato"                  | "华散之缘"                       | 1:34                             |
| 17.                              | "Time to Say Farewell "          | "终有谢时"                       | 1:31                             |
| 18.                              | "Flickering Sakura "             | "雷樱闪闪"                       | 1:05                             |
| 19.                              | "Sigh of an Old Friend"          | "故人的哀嗔"                     | 1:13                             |
| 20.                              | "The Sealed Harbor"              | "闭锁之港"                       | 1:12                             |
| 21.                              | "Island for Outlanders"          | "外人之岛"                       | 1:33                             |
| 22.                              | "Dream of Homeland"              | "商人的思归"                     | 1:03                             |
| 23.                              | "Interwoven Nostalgia"           | "乡愁如丝"                       | 1:02                             |
| 24.                              | "Preparation of Matsuri "        | "祭典将至"                       | 2:20                             |
| 25.                              | "Island of Hanabi "              | "硝彩回忆"                       | 1:09                             |
| 26.                              | "Murmuring Creek "               | "林间清流"                       | 1:32                             |
| 27.                              | "Remaining Tenderness"           | "可待追忆"                       | 1:50                             |
| 28.                              | "A Harmonious Rest"              | "安宁的天光"                     | 2:40                             |
| 29.                              | "Hakushin's Lullaby"             | "神狐的祝福"                     | 2:08                             |
| Tổng thời lượng:                 | Tổng thời lượng:                 | Tổng thời lượng:                 | 49:31                            |

| Đĩa 2: Stories of the Floating World | Đĩa 2: Stories of the Floating World | Đĩa 2: Stories of the Floating World | Đĩa 2: Stories of the Floating World |
| STT                                  | Nhan đề                              | Tựa đề tiếng Trung                   | Thời lượng                           |
| ------------------------------------ | ------------------------------------ | ------------------------------------ | ------------------------------------ |
| 1.                                   | "Where the Heart Settles"            | "神愿之所"                           | 1:55                                 |
| 2.                                   | "Miko's Night "                      | "空寂如常"                           | 1:59                                 |
| 3.                                   | "Where the Shirasagi Dances"         | "翩翩之庭"                           | 1:22                                 |
| 4.                                   | "Shirasagi's Demeanor"               | "白鹭风仪"                           | 1:13                                 |
| 5.                                   | "Valor & Prowess"                    | "天领奉行御帐前"                     | 1:45                                 |
| 6.                                   | "A Night Watch"                      | "营垒森森"                           | 1:20                                 |
| 7.                                   | "Samurai's Sorrow"                   | "无家之伤"                           | 2:13                                 |
| 8.                                   | "Scarred Island "                    | "伤痛的事话"                         | 1:18                                 |
| 9.                                   | "Silent Testimony "                  | "寂静的证言"                         | 1:25                                 |
| 10.                                  | "Soul of Soulless Conditions"        | "无灵魂处的灵魂"                     | 1:42                                 |
| 11.                                  | "Ones Who Strive to Live"            | "八酝之民"                           | 2:00                                 |
| 12.                                  | "Resounding of Silence"              | "湮没之音"                           | 1:40                                 |
| 13.                                  | "You Shall Not Tempt It"             | "无可试探"                           | 1:34                                 |
| 14.                                  | "The Lost Mound"                     | "无神的丘冢"                         | 1:11                                 |
| 15.                                  | "Dirge of the Soundless "            | "失语的哀诉"                         | 1:07                                 |
| 16.                                  | "Nothing but Ivy "                   | "葛藤無奈滿石垣"                     | 1:17                                 |
| 17.                                  | "Shadow of War"                      | "荒丘残月阴翳浓"                     | 0:55                                 |
| 18.                                  | "Another Conflict Incoming"          | "哀哉鼓角未曾歇"                     | 1:27                                 |
| 19.                                  | "Fortification of Resistance"        | "义军之砦"                           | 1:10                                 |
| 20.                                  | "Unwavering March"                   | "坚毅的行军"                         | 1:20                                 |
| 21.                                  | "Caress of the Spirit"               | "名椎之滩"                           | 1:04                                 |
| 22.                                  | "Stranded Wish"                      | "搁浅的愿景"                         | 1:17                                 |
| 23.                                  | "Busy Silhouettes"                   | "碌碌残影"                           | 1:26                                 |
| 24.                                  | "A Hollowed Skull"                   | "虚空的处境"                         | 1:31                                 |
| 25.                                  | "Whispering Tatarigami"              | "祟神低语"                           | 1:09                                 |
| 26.                                  | "Orobashi's Teaching"                | "牺牲的教谕"                         | 1:06                                 |
| 27.                                  | "Forgotten Epic "                    | "雷隐遗事"                           | 1:31                                 |
| 28.                                  | "Serpent's Tragedy"                  | "亡者的诉说"                         | 1:37                                 |
| 29.                                  | "Embrace of Sea Waves"               | "熟悉的航程"                         | 4:00                                 |
| Tổng thời lượng:                     | Tổng thời lượng:                     | Tổng thời lượng:                     | 44:34                                |

| Đĩa 3: Battles of Inazuma | Đĩa 3: Battles of Inazuma      | Đĩa 3: Battles of Inazuma | Đĩa 3: Battles of Inazuma |
| STT                       | Nhan đề                        | Tựa đề tiếng Trung        | Thời lượng                |
| ------------------------- | ------------------------------ | ------------------------- | ------------------------- |
| 1.                        | "Duel in the Mist"             | "斩雾破竹"                | 4:08                      |
| 2.                        | "Against the Invisible Net"    | "难逃之阵"                | 4:15                      |
| 3.                        | "Overlord of the Thunderstorm" | "空行不羁"                | 4:20                      |
| 4.                        | "Fiery Pursuit"                | "驱敌逐北"                | 4:15                      |
| Tổng thời lượng:          | Tổng thời lượng:               | Tổng thời lượng:          | 16:58                     |

## Nhạc nền chương Sumeru

#### Khu vực Rừng mưa
Nhạc nền khu vực Sumeru được lấy cảm hứng từ nhiều nền văn hóa và khu vực của Bắc Phi, Trung Đông và Nam Á. Đối với khu vực rừng nhiệt đới (Rừng Lokapala, Rừng Avidya, Thung Lũng Ardravi, Varanara, Ngoại Ô Vissudha, Lãnh Địa Ashavan) lấy cảm hứng từ Nam Á, nhạc nền được các nghệ sĩ dân gian biểu diễn bằng sáo bansuri, đàn sitar, trống tabla và các nhạc cụ khác. Các nhà soạn nhạc đã kết hợp yếu tố của âm nhạc trị liệu vào quá trình sáng tác, tạo nên giái điệu mang "cảm giác hiện đại, thông thái và tâm linh". Nhà soạn nhạc Trần Vũ Bằng đã tham khảo các bản giao hưởng của nhà soạn nhạc cổ điển Nikolai Rimsky-Korsakov và phương pháp sáng tác của tác phẩm "Scheherazade". Khu vực sa mạc (Vườn Ươm Thất Lạc, Khu Xói Mòn Gió Lặng, Biển Cát Trụ Cột, Sa Mạc Hadramaveth) được lấy cảm hứng từ Trung Đông, được các nghệ sĩ dân gian sử dụng sáo ney, sáo duduk và đàn saz. Kuljit Bhamra từ Red Fort Studios đảm nhận vai trò giám chế cho màn trình diễn nhạc cụ dân gian.  Dàn nhạc Giao hưởng London cùng với nhạc trưởng Robert Ziegler - bộ phận phụ trách nhạc nền Mondstadt, thực hiện phần lớn album. Quá trình thu âm ca khúc được thực hiện tại Abbey Road Studios ở London. Các nghệ sĩ dân gian khách mời khác bao gồm Baha Yetkin, Attab và Kian chơi đàn oud, Steve Smith chơi bouzouki và mandolin, Maya Youssef chơi đàn kanun, Peyman chơi đàn santur.  Biên tập viên âm thanh Simon Gibson thuộc Abbey Road Studios sau khi hoàn thành sản xuất ca khúc cho khu vực Liyue, đã tiếp tục tham gia vào dự án nhạc nền cho khu vực Sumeru.
Tôi rất vui khi xung quanh có những người nhìn thế giới từ góc độ giống mình, bởi vì chúng tôi có chung sở thích, đặc biệt là khi nói đến âm nhạc. Phần còn lại của dự án chỉ là một số chi tiết, một khi liên quan đến cảm xúc và biểu đạt cảm xúc, cho dù là thể hiện bằng hình thức nào, âm nhạc luôn là điều tuyệt vời. Nếu chúng ta có thể biểu đạt những cảm xúc đó một cách chân thực, điều đó khiến tôi vô cùng hạnh phúc.— Dursun Can Çakin, "Giấc Mơ Của Lữ Khách - Hậu Trường Âm Nhạc Sumeru Trong Genshin Impact

Forest of Jnana and Vidya (智妙明论之林), là album nhạc nền thứ 14 dành riêng cho Chương Sumeru. Danh sách các bài hát chính thức được công bố vào ngày 18 tháng 10 năm 2022 và album được phát hành vào ngày 20 tháng 10. Album này bao gồm tổng cộng 100 ca khúc, được sáng tác bởi Trần Vũ Bằng, Viên Đệ Mãn, Đinh Thiên, Giang Dịch Tuấn và Triệu Tấn. Ngoài Dàn nhạc Giao hưởng London, các nhóm dàn nhạc khác tham gia bao gồm Dàn nhạc Giao hưởng Budapest, International Master Philharmonic Orchestra và Dàn nhạc Giao hưởng thành phố Prague. Các nghệ sĩ tham gia bao gồm Cố Kiếm Nam (顾剑楠) chơi sáo bansuri, Ashley Blasse và Phạm Dịch (范晔) chơi guitar cổ điển, cùng với Stephanie Gonley và Liễu Minh (柳鸣) chơi violin.
| Đĩa 1: Dwelling Where Everlasting Spring Abides | Đĩa 1: Dwelling Where Everlasting Spring Abides | Đĩa 1: Dwelling Where Everlasting Spring Abides | Đĩa 1: Dwelling Where Everlasting Spring Abides |
| STT                                             | Nhan đề                                         | Tựa đề tiếng Trung                              | Thời lượng                                      |
| ----------------------------------------------- | ----------------------------------------------- | ----------------------------------------------- | ----------------------------------------------- |
| 1.                                              | "Sumeru"                                        | "须弥"                                          | 04:45                                           |
| 2.                                              | "Whirling of Leaves and Petals "                | "树与花的旋舞"                                  | 01:49                                           |
| 3.                                              | "Flickering Shadows of Trees"                   | "清风散林缬"                                    | 01:49                                           |
| 4.                                              | "For Riddles, for Wonders"                      | "几初的智愿"                                    | 02:14                                           |
| 5.                                              | "Evergreen Wish"                                | "常绿的希冀"                                    | 02:06                                           |
| 6.                                              | "Many-Colored Smiles and Tears"                 | "薄暮的欢叹"                                    | 01:44                                           |
| 7.                                              | "Overnight Dew in the Woods"                    | "香林繁露之夜"                                  | 01:29                                           |
| 8.                                              | "Thoughts and Prayers"                          | "瑶木静意之思"                                  | 01:19                                           |
| 9.                                              | "Those Lucid Dreams"                            | "眠时光明"                                      | 02:09                                           |
| 10.                                             | "Silent Starry Night"                           | "静谧的星夜"                                    | 01:28                                           |
| 11.                                             | "Fresh Breezes of Dawn"                         | "慧光启曙"                                      | 02:10                                           |
| 12.                                             | "Halcyon Times "                                | "宴语韵悠悠"                                    | 02:00                                           |
| 13.                                             | "Return to Trueness"                            | "于智境谛思"                                    | 01:17                                           |
| 14.                                             | "Hustle and Bustle of Ormos "                   | "喧繁之港"                                      | 01:48                                           |
| 15.                                             | "End of the Feast"                              | "商港晚憩"                                      | 01:56                                           |
| 16.                                             | "Bustling Streets"                              | "熙攘的街市"                                    | 02:06                                           |
| 17.                                             | "Sleepless Night"                               | "阑珊夜色"                                      | 02:31                                           |
| 18.                                             | "Village Surrounded by Green"                   | "葳蕤林野间"                                    | 02:33                                           |
| 19.                                             | "Enchanting Bedtime Stories"                    | "黛绿的夜话"                                    | 02:53                                           |
| 20.                                             | "Scorching Outpost"                             | "郁灼的前哨"                                    | 02:19                                           |
| 21.                                             | "Unyielding Witness"                            | "不移的恭默"                                    | 02:05                                           |
| 22.                                             | "In Yonder Ribat"                               | "边沙聚垒障"                                    | 01:53                                           |
| 23.                                             | "Vigilant Minders"                              | "戒惕的注视"                                    | 01:29                                           |
| 24.                                             | "Forest in the Light"                           | "深林杳杳"                                      | 02:05                                           |
| 25.                                             | "Rustling of Tender Foliage"                    | "卉木萋萋"                                      | 02:19                                           |
| 26.                                             | "A Desultory Stroll"                            | "霁野漫步"                                      | 01:14                                           |
| 27.                                             | "Chasing the Reflection"                        | "漾影逐波"                                      | 01:14                                           |
| 28.                                             | "As the Soft Wind Blows"                        | "碧草柔风"                                      | 01:15                                           |
| 29.                                             | "Languid and Quiet Moment"                      | "倦慵的片刻"                                    | 01:08                                           |
| 30.                                             | "Moonlit Night in Sumeru"                       | "叶丛间的月夜"                                  | 01:08                                           |
| 31.                                             | "Vagrant Wandering"                             | "无羁的漫游"                                    | 01:48                                           |
| 32.                                             | "A Drowsy Sensation"                            | "酣睡的郁林"                                    | 01:49                                           |
| 33.                                             | "Ethereal Mildness"                             | "绿枝新柔"                                      | 00:58                                           |
| 34.                                             | "Resonant Chant in the Woods"                   | "若木的沈唱"                                    | 02:08                                           |
| Tổng thời lượng:                                | Tổng thời lượng:                                | Tổng thời lượng:                                | 01:04:58                                        |

| Đĩa 2: Woods, Rivers and Mysteries | Đĩa 2: Woods, Rivers and Mysteries | Đĩa 2: Woods, Rivers and Mysteries | Đĩa 2: Woods, Rivers and Mysteries |
| STT                                | Nhan đề                            | Tựa đề tiếng Trung                 | Thời lượng                         |
| ---------------------------------- | ---------------------------------- | ---------------------------------- | ---------------------------------- |
| 1.                                 | "Varuna's Mercy "                  | "盈流慈水"                         | 01:20                              |
| 2.                                 | "Jungle Wanderers"                 | "茂林巡行"                         | 01:59                              |
| 3.                                 | "Dissipating Mist"                 | "仁柔的烟林"                       | 01:29                              |
| 4.                                 | "Dewy Morn in the Forest"          | "露湿的林莽"                       | 01:25                              |
| 5.                                 | "Stream of Twilight Thoughts"      | "流泉铮淙的夜想"                   | 01:33                              |
| 6.                                 | "Hymns of Eventide"                | "林籁暮曲"                         | 01:17                              |
| 7.                                 | "Over the Tumbling Rivulet"        | "泠波汩汩的微语"                   | 01:55                              |
| 8.                                 | "A Shallow Promise"                | "空谷传响"                         | 01:01                              |
| 9.                                 | "Lost in Sweet Gentle Breezes"     | "芳林徘徊"                         | 01:46                              |
| 10.                                | "Into the Valley of Solitude"      | "幽谷冥冥"                         | 01:30                              |
| 11.                                | "Speechless Sorrows"               | "青藤静掩的愁闷"                   | 01:39                              |
| 12.                                | "Faint Afterglow"                  | "残夜余音"                         | 01:25                              |
| 13.                                | "A Puff of Cool Breeze "           | "凉风暂歇之时"                     | 01:30                              |
| 14.                                | "A Whisper of Evening Star"        | "暮星轻语之刻"                     | 01:27                              |
| 15.                                | "Distant Yearning"                 | "远行的思愿"                       | 02:00                              |
| 16.                                | "Funneled Gorge"                   | "邃风的崤谷"                       | 01:19                              |
| 17.                                | "Whitewood Memorabilia"            | "白木的追忆"                       | 01:07                              |
| 18.                                | "Gone With the Wind"               | "随风而逝的旧梦"                   | 01:23                              |
| 19.                                | "Transparent Night"                | "莹澈的夜"                         | 01:37                              |
| 20.                                | "Tangled Vines"                    | "凄寥的表记"                       | 01:22                              |
| 21.                                | "Lingering Memories"               | "诗绪萦怀"                         | 02:14                              |
| 22.                                | "Vestige of Dahri "                | "荼诃遗旧"                         | 02:12                              |
| 23.                                | "Dust-Laden Recollections"         | "尘封的往事"                       | 01:53                              |
| 24.                                | "Midnight Reflections"             | "静夜驰想"                         | 02:21                              |
| 25.                                | "Lonely Star's Longing"            | "孤星的憧憬"                       | 02:16                              |
| 26.                                | "In the Solemn Gloom"              | "弢跡匿光"                         | 01:10                              |
| 27.                                | "Faith in the Percept"             | "遗诫犹在"                         | 01:22                              |
| 28.                                | "A Luminous Path"                  | "星月之路"                         | 02:10                              |
| 29.                                | "Dance With Fireflies"             | "流萤明灭"                         | 01:19                              |
| 30.                                | "Silky Crooning"                   | "月辉低吟"                         | 01:22                              |
| 31.                                | "Beyond Klesha "                   | "劫波破执"                         | 01:12                              |
| 32.                                | "Melody of Bright New Buds"        | "沃土新芽的曲调"                   | 02:00                              |
| 33.                                | "Melody of Sprouting Flowers"      | "颠倒梦想的曲调"                   | 02:10                              |
| 34.                                | "Melody of Fresh Dewdrops"         | "晨曦初露的曲调"                   | 01:49                              |
| 35.                                | "Melody of Hidden Seeds "          | "生命之谷的曲调"                   | 01:50                              |
| 36.                                | "Melody of Brave Seeds"            | "和合大梦的曲调"                   | 01:58                              |
| 37.                                | "Melody of Dream Home"             | "染绿乡园的曲调"                   | 02:10                              |
| 38.                                | "Melody of Young Leaves"           | "幼叶绽生的曲调"                   | 01:49                              |
| 39.                                | "Melody of Distant Green Fields"   | "绿野纤绵的曲调"                   | 01:48                              |
| Tổng thời lượng:                   | Tổng thời lượng:                   | Tổng thời lượng:                   | 01:05:09                           |

| Đĩa 3: Eternal Antagonism Between Life and Death | Đĩa 3: Eternal Antagonism Between Life and Death | Đĩa 3: Eternal Antagonism Between Life and Death | Đĩa 3: Eternal Antagonism Between Life and Death |
| STT                                              | Nhan đề                                          | Tựa đề tiếng Trung                               | Thời lượng                                       |
| ------------------------------------------------ | ------------------------------------------------ | ------------------------------------------------ | ------------------------------------------------ |
| 1.                                               | "Chatter Between Roots "                         | "根子的片语"                                     | 01:38                                            |
| 2.                                               | "Long-Lost Chapters"                             | "失落的歌调"                                     | 01:52                                            |
| 3.                                               | "Nameless Days"                                  | "昔时遥忆"                                       | 01:17                                            |
| 4.                                               | "Whispers of Immensity"                          | "细语回萦"                                       | 01:36                                            |
| 5.                                               | "Immemorial Land"                                | "归于遗忘和泥土"                                 | 01:18                                            |
| 6.                                               | "In a Forgotten Tongue"                          | "欲说还休"                                       | 01:38                                            |
| 7.                                               | "Walk Through the Silent Path"                   | "迷途已远"                                       | 01:44                                            |
| 8.                                               | "A Fruitless Search"                             | "无获的探索"                                     | 01:43                                            |
| 9.                                               | "Unbounded Barrenness"                           | "荒寂旧土"                                       | 01:30                                            |
| 10.                                              | "Dream of Ageless Time"                          | "无名岁月"                                       | 01:35                                            |
| 11.                                              | "Dust and Tears"                                 | "桑沧遍历"                                       | 02:04                                            |
| 12.                                              | "Descending Into the Dark"                       | "行过死荫之地"                                   | 01:42                                            |
| 13.                                              | "Hollow Echoes"                                  | "空余回响"                                       | 01:44                                            |
| 14.                                              | "A Sense of Furtive Unrest"                      | "危惴潜流"                                       | 01:35                                            |
| 15.                                              | "Fading Light"                                   | "游光澌泯"                                       | 01:40                                            |
| 16.                                              | "Listless and Numb Ground"                       | "哑默的大地"                                     | 01:24                                            |
| 17.                                              | "In Barren Ashes"                                | "于无生处"                                       | 03:57                                            |
| 18.                                              | "Struggle of Dying Embers"                       | "余烬的顽抗"                                     | 03:57                                            |
| 19.                                              | "Feelings of Smothering"                         | "窒滞之苦"                                       | 04:09                                            |
| 20.                                              | "Snare Awaiting"                                 | "沉重的恶意"                                     | 04:08                                            |
| 21.                                              | "Dreamless Earth"                                | "失梦之乡"                                       | 04:13                                            |
| 22.                                              | "Fatal Confrontation"                            | "失色的灾厄"                                     | 04:14                                            |
| 23.                                              | "Before the Light Fades"                         | "趁生烛尚未殄熄"                                 | 04:11                                            |
| Tổng thời lượng:                                 | Tổng thời lượng:                                 | Tổng thời lượng:                                 | 54:49                                            |

| Đĩa 4: Battles of Sumeru | Đĩa 4: Battles of Sumeru | Đĩa 4: Battles of Sumeru | Đĩa 4: Battles of Sumeru |
| STT                      | Nhan đề                  | Tựa đề tiếng Trung       | Thời lượng               |
| ------------------------ | ------------------------ | ------------------------ | ------------------------ |
| 1.                       | "Swirls of the Stream"   | "洄映的漩流"             | 4:10                     |
| 2.                       | "Rhymes of Vales"        | "堙谷的铙歌"             | 4:05                     |
| 3.                       | "Gilded Runner"          | "流金疾驰"               | 4:05                     |
| 4.                       | "Jolts in the Forest"    | "森芒顷动"               | 4:08                     |
| Tổng thời lượng:         | Tổng thời lượng:         | Tổng thời lượng:         | 16:28                    |

### Khu vực Hoang mạc
The Unfathomable Sand Dunes  (啁哳流变之砂) - album nhạc nền thứ 16 được sáng tác và dành riêng cho chương Sumeru được phát hành vào ngày 19 tháng 4 năm 2023. Trước đó, danh sách các ca khúc của album được công bố chính thức vào ngày 17 tháng 9. Album này bao gồm 108 ca khúc do Tổ chế tác Âm nhạc HOYO-MiX sản xuất. 
| Đĩa 1: Sandstorm Remembrances | Đĩa 1: Sandstorm Remembrances      | Đĩa 1: Sandstorm Remembrances | Đĩa 1: Sandstorm Remembrances |
| STT                           | Nhan đề                            | Tựa đề tiếng Trung            | Thời lượng                    |
| ----------------------------- | ---------------------------------- | ----------------------------- | ----------------------------- |
| 1.                            | "Sorush's Purity"                  | "斯露莎的歌"                  | 01:51                         |
| 2.                            | "Resonance of Khvarena"            | "灵光的回响"                  | 01:48                         |
| 3.                            | "Maidens of Sanctity"              | "花与树的女儿们"              | 01:55                         |
| 4.                            | "The Caress of Three Mothers"      | "女主人的叮咛"                | 01:32                         |
| 5.                            | "Where Simurgh Rests"              | "神鸟栖居之处"                | 01:21                         |
| 6.                            | "Fantasy of Ten Thousand Blossoms" | "万千蕊芯之梦"                | 01:21                         |
| 7.                            | "Dirge of Newborn Life"            | "生命受祝之所"                | 01:36                         |
| 8.                            | "Undisturbed Tranquility"          | "无忧的眠梦"                  | 01:40                         |
| 9.                            | "Mirage of the Oasis"              | "绿洲的蜃影"                  | 01:45                         |
| 10.                           | "Lonesome Road"                    | "孤客之旅"                    | 01:29                         |
| 11.                           | "Grief of the Lost"                | "迷失之叹"                    | 01:31                         |
| 12.                           | "Dividing Paths"                   | "分歧的道路"                  | 01:21                         |
| 13.                           | "Dawnlight Over Dunes"             | "沙丘上的曙光"                | 01:47                         |
| 14.                           | "Dance of Scorpions"               | "沙蝎之舞"                    | 01:59                         |
| 15.                           | "Golden Crescent"                  | "荒沙与新月"                  | 02:09                         |
| 16.                           | "A Pearl Amongst Legends"          | "千夜的遗珠"                  | 01:48                         |
| 17.                           | "Hymn of Cicadas"                  | "大漠虫鸣"                    | 01:57                         |
| 18.                           | "Simurgh's Dream"                  | "花海之梦"                    | 01:35                         |
| 19.                           | "Taabak Laylatak"                  | "月光的祝福"                  | 01:37                         |
| 20.                           | "Resting Rogues"                   | "浪客的安歇"                  | 02:02                         |
| 21.                           | "Perilous Hollow"                  | "深秘的险境"                  | 02:05                         |
| 22.                           | "Omen of Desolation"               | "荒废的预言"                  | 02:10                         |
| 23.                           | "Solitary Breach"                  | "孤独的渊薮"                  | 01:50                         |
| 24.                           | "Ghastly Badlands"                 | "荆棘丛生之地"                | 01:55                         |
| 25.                           | "Shadow in Ruins"                  | "残迹幽影"                    | 01:51                         |
| 26.                           | "Abominable Bog"                   | "受诅的泽地"                  | 01:46                         |
| 27.                           | "Where Vermin Crawl"               | "毒虫伏行之处"                | 01:48                         |
| 28.                           | "Where Dreams Putrify"             | "旧梦腐朽之所"                | 01:50                         |
| 29.                           | "Pairidaeza"                       | "葱茏的梦乡"                  | 01:47                         |
| 30.                           | "Her Wishes"                       | "她的期许"                    | 02:27                         |
| 31.                           | "Oracle of the Void"               | "空虚的愿景"                  | 02:27                         |
| 32.                           | "Once-Joyful Dream"                | "往昔的乐园"                  | 01:31                         |
| 33.                           | "Kingdom of Dust"                  | "扬尘如幕"                    | 01:32                         |
| 34.                           | "Empire of Sand"                   | "黄砂为衾"                    | 00:56                         |
| 35.                           | "Spice Road"                       | "香料之路"                    | 01:49                         |
| 36.                           | "Realms of Amnesia"                | "失忆的诸国"                  | 01:32                         |
| 37.                           | "Gilded Journey"                   | "镀金的旅途"                  | 01:37                         |
| 38.                           | "Ocean of Grains"                  | "众砾的汪洋"                  | 01:47                         |
| 39.                           | "Desert Lullaby"                   | "砂海的摇篮曲"                | 01:49                         |
| 40.                           | "The Crescent Moon's Waning"       | "褪色的眷恋"                  | 01:18                         |
| 41.                           | "Memories of Gurabad"              | "故国的回忆"                  | 01:31                         |
| 42.                           | "Lo, There Do I See The Falcon"    | "归巢的猎鹰"                  | 01:20                         |
| 43.                           | "Where She Will Return"            | "安睡之所"                    | 01:41                         |
| 44.                           | "Those Who Dream No Dreams"        | "蛇蝎无眠"                    | 01:48                         |
| 45.                           | "The Temple Conquered by Death"    | "死寂的殿堂"                  | 01:48                         |
| 46.                           | "Lamenting Torrent of Oblivion"    | "遗落的哀歌"                  | 01:29                         |
| 47.                           | "Debris of the Beloved"            | "赤砂的思慕"                  | 01:44                         |
| 48.                           | "Vermin Nest"                      | "毒虫之穴"                    | 01:44                         |
| 49.                           | "Gurabad's Whisper"                | "古城的低语"                  | 01:14                         |
| 50.                           | "Buried Mysteries"                 | "砂下秘辛"                    | 01:18                         |
| 51.                           | "Gold Cup of Oases"                | "诸绿洲中的金杯"              | 02:01                         |
| 52.                           | "Lingering Vipers"                 | "流沙的缱绻"                  | 02:10                         |
| Tổng thời lượng:              | Tổng thời lượng:                   | Tổng thời lượng:              | 01:30:13                      |

| Đĩa 2: Desert Exodus | Đĩa 2: Desert Exodus             | Đĩa 2: Desert Exodus | Đĩa 2: Desert Exodus |
| STT                  | Nhan đề                          | Tựa đề tiếng Trung   | Thời lượng           |
| -------------------- | -------------------------------- | -------------------- | -------------------- |
| 1.                   | "Aspiration of Guardians"        | "守护者的思眷"       | 1:51                 |
| 2.                   | "Wind of Tranquility"            | "宥谧宁息之风"       | 1:50                 |
| 3.                   | "Settlement for Exiles"          | "沙民的庇护所"       | 1:18                 |
| 4.                   | "Inscription of Dreams"          | "镌刻遥梦之铭"       | 1:51                 |
| 5.                   | "Vow of a Thousand Generations"  | "千世传述之愿"       | 1:51                 |
| 6.                   | "Smoldering Glow"                | "灼燃的残光"         | 1:38                 |
| 7.                   | "Ruins of Scorching Might"       | "余威犹存"           | 1:24                 |
| 8.                   | "Now and Then"                   | "抚今惟昔"           | 1:43                 |
| 9.                   | "Distant Retrospection"          | "旧思缅邈"           | 1:29                 |
| 10.                  | "Reminiscences of Remnants"      | "遗甃轸念"           | 1:35                 |
| 11.                  | "Land of Hidden Depths"          | "深黯之地"           | 1:38                 |
| 12.                  | "Shade of Reticent Conundrums"   | "缄秘的影迹"         | 1:35                 |
| 13.                  | "Past Repast"                    | "失殒的旧宴"         | 1:38                 |
| 14.                  | "Crumbled Pledge"                | "沦没的誓愿"         | 1:34                 |
| 15.                  | "Stairway of Neterikhet"         | "诸世的阶梯"         | 1:44                 |
| 16.                  | "Millennial Sails"               | "炽天的辉舟"         | 1:43                 |
| 17.                  | "Eye of Deshret"                 | "赤沙之眼"           | 1:46                 |
| 18.                  | "Falling Fantasy"                | "空想的落音"         | 2:05                 |
| 19.                  | "Fading Finality"                | "消泯的终末"         | 2:02                 |
| 20.                  | "Echoes of Distant Past"         | "远逝的回响"         | 1:39                 |
| 21.                  | "Steps to Heptas"                | "七荣的陵殿"         | 1:36                 |
| 22.                  | "Juncture of Admonition"         | "伏谏之刻"           | 1:33                 |
| 23.                  | "Emerald in the Desert"          | "沙衍绿碧"           | 1:44                 |
| 24.                  | "Elusive Elysium"                | "遐方乐土"           | 1:46                 |
| 25.                  | "Serenade of Callais"            | "绿松石的夜歌"       | 1:52                 |
| 26.                  | "Reverie of Eternity"            | "永世的酣梦"         | 1:52                 |
| 27.                  | "Dust-Swept Perplexity"          | "惘惑漠漠"           | 1:42                 |
| 28.                  | "Following the Sands' Trail"     | "望尘行迹"           | 1:38                 |
| 29.                  | "To the Land of Desperation"     | "往泪尽之地"         | 1:38                 |
| 30.                  | "Arid Canyon"                    | "炀旱的岩谷"         | 1:57                 |
| 31.                  | "Deserted Path to Desert"        | "荒落的沙径"         | 1:35                 |
| 32.                  | "Through Predicaments"           | "艰厄漫途"           | 1:45                 |
| 33.                  | "To the Crescent Moon's Shimmer" | "终至月明"           | 1:48                 |
| 34.                  | "Echoes of Ages"                 | "星霜的余音"         | 1:37                 |
| 35.                  | "Obliterated Dust"               | "遗风逸尘"           | 1:41                 |
| 36.                  | "Ancient Anamnesis"              | "邃世忧怀"           | 1:57                 |
| 37.                  | "Obscure Mirage"                 | "迢遥的蜃景"         | 1:56                 |
| 38.                  | "Nebulous Dunes"                 | "瀚漠冥茫"           | 1:48                 |
| 39.                  | "On the Barren Sands"            | "炽风苦旅"           | 1:44                 |
| 40.                  | "Across the Aridisols"           | "逾沙轶漠"           | 1:29                 |
| 41.                  | "Solitary Night Wanderings"      | "暮夜茕行"           | 1:49                 |
| 42.                  | "Chords of Sand and Moon"        | "沙与月的弦音"       | 1:24                 |
| 43.                  | "Breeze in the Arid Night"       | "荒夜的阵风"         | 1:44                 |
| 44.                  | "Hushed Gleam"                   | "星月寂阒"           | 1:57                 |
| 45.                  | "Lingering Thoughts"             | "萦思寥落"           | 2:03                 |
| 46.                  | "Profound Ravines"               | "幽壑深渺"           | 1:30                 |
| 47.                  | "Perilous Exploration"           | "绝域危途"           | 1:42                 |
| 48.                  | "Benevolence Bequeathed"         | "净念相继"           | 1:42                 |
| Tổng thời lượng:     | Tổng thời lượng:                 | Tổng thời lượng:     | 1:22:23              |

| Đĩa 3: Battles of Sumeru 2 | Đĩa 3: Battles of Sumeru 2 | Đĩa 3: Battles of Sumeru 2 | Đĩa 3: Battles of Sumeru 2 |
| STT                        | Nhan đề                    | Tựa đề tiếng Trung         | Thời lượng                 |
| -------------------------- | -------------------------- | -------------------------- | -------------------------- |
| 1.                         | "Wrathful Streaming Gold"  | "流金的烈怒"               | 4:20                       |
| 2.                         | "Across Dimming Asterisms" | "星灭光离"                 | 4:01                       |
| 3.                         | "Swirls of Shamshir"       | "獅尾之舞"                 | 4:11                       |
| 4.                         | "Swirls of Sachmis"        | "赭泉酩旋"                 | 4:03                       |
| 5.                         | "Rhapsodia Roscida"        | "六轮一露狂诗曲"           | 2:50                       |
| 6.                         | "Quintempus Niteastetae"   | "五相常寂"                 | 1:14                       |
| 7.                         | "Polumnia Omnia"           | "三千娑世御咏歌"           | 3:21                       |
| 8.                         | "God-Devouring Mania"      | "噬神巨蛇的狂舞"           | 3:42                       |
| Tổng thời lượng:           | Tổng thời lượng:           | Tổng thời lượng:           | 27:42                      |

## Fleeting Colors in Flight
Fleeting Colors in Flight là album nhạc nền thứ 8 và là album EP đầu tiên được sản xuất bởi HOYO-MiX và phát hành vào năm 2022.
Album này được thực hiện bởi Trần Vũ Bằng và Viên Địch Mãn, quá trình sản xuất được thực hiện tại Tập đoàn Truyền thông Thượng Hải. Đĩa đơn đầu tiên - Devastation and Redemption được phát hành vào ngày 15 tháng 1 năm 2022, đĩa bao gồm 3 ca khúc. Trong số đó, diễn viên lồng tiếng cho nhân vật Yun Jin - Dương Dương (杨扬) - được trình diễn tại Nhà hát Opera Bắc Kinh Thượng Hải. Vào ngày 31 tháng 1 năm 2022, hai ca khúc Myriad of Lights và phiên bản không lời của Devastation and Redemption được phát hành. Album này được sản xuất đặc biệt cho nhạc nền của phiên bản 2.4 trong trò chơi Genshin Impact. 
| Track listing    | Track listing                                    | Track listing                   | Track listing |
| STT              | Nhan đề                                          | Tựa đề tiếng Trung              | Thời lượng    |
| ---------------- | ------------------------------------------------ | ------------------------------- | ------------- |
| 1.               | "Devastation and Redemption"                     | 神女劈观・唤情                  | 02:40         |
| 2.               | "Myriad of Lights"                               | 华灯星聚                        | 04:08         |
| 3.               | "Devastation and Redemption (Instrumental Ver.)" | 神女劈观・唤情 (无人声纯器乐版) | 02:40         |
| Tổng thời lượng: | Tổng thời lượng:                                 | Tổng thời lượng:                | 09:29         |

## Đội ngũ âm thanh
- Tài Cận Hàn (tiếng Trung: 蔡近翰; bính âm: Cài Jìnhàn), tổng giám chế âm nhạc của HOYO-MiX.
- Trần Vũ Bằng (tiếng Trung: 陈宇鹏; bính âm: Chén Yǔpéng),  cựu phụ trách sáng tác ca khúc cho Genshin Impact. Ngày 12 tháng 9 năm 2023, ông thông báo đã rời miHoYo lẫn studio HOYO-MiX để "theo đuổi ước mơ của riêng mình".[37]
- Viên Địch Mãn (tiếng Trung: 苑迪萌; bính âm: Yuàn Díméng), lần đầu góp mặt trong album The Stellar Moments (2021).
- Đinh Thiêm (tiếng Trung: 丁谦; bính âm: Dīng Qiān), lần đầu góp mặt trong albumThe Stellar Moments (2021).
- Tưởng Dĩ Quân (tiếng Trung: 姜以君; bính âm: Jiāng Yǐjūn), lần đầu góp mặt trong album Honkai Impact 3rd Paradox (2022) , trước khi tham gia vào Islands of the Lost and Forgotten (2022).
- Triệu Tấn (tiếng Trung: 赵鑫; bính âm: Zhào Xīn), lần đầu góp mặt trong album Fleeting Colors in Flight (2022).
- Trương Khiết Mẫn (tiếng Trung: 陈子敏; bính âm: Chén Zimǐn), lần đầu góp mặt trong album Footprints of the Traveler (2022).
- Diệu Bối Gia (tiếng Trung: 尤裴佳; bính âm: Yóu Péijiā), lần đầu góp mặt trong album Footprints of the Traveler (2022).

### Nghệ sĩ khách mời
- Hà Giá Đức (tiếng Trung: 何迦德; bính âm: Hé Jiādé), chịu trách nhiệm biên soạn và điều phối dàn nhạc trong album The Shimmering Voyage (2021) và The Shimmering Voyage Vol. 2 (2022).
- Vương Tư Mãi (tiếng Trung: 王斯迈; bính âm: Wáng Sīmài), chịu trách nhiệm biên soạn trong album The Shimmering Voyage và The Stellar Moments Vol. 2 (2021), ngoài ra Vương cũng đảm nhận vai trò guitar điện.

## Giải thưởng và đề cử
| Năm  | Đối tượng nhận giải            | Giải thưởng                                               | Kết quả   | Tham khảo     |
| ---- | ------------------------------ | --------------------------------------------------------- | --------- | ------------- |
| 2020 | Genshin Impact                 | BIGC Award for Excellent Game Music of the Year           | Đoạt giải | [ 38 ] [ 39 ] |
| 2020 | Genshin Impact                 | GIAC Award for Excellent Game Music                       | Đoạt giải | [ 40 ]        |
| 2021 | Genshin Impact                 | PlayStation Game Music Award                              | Đề cử     | [ 41 ]        |
| 2021 | Jade Moon Upon a Sea of Clouds | CMIC Music Award for Best Score Soundtrack for Video Game | Đoạt giải | [ 42 ]        |
| 2022 | Genshin Impact                 | GIAC Award for Excellent Game Music Design                | Đề cử     | [ 43 ]        |